# Evert Jan van Spankeren
Evert Jan van Spankeren (Barneveld, 4 april 1909 - Ede, 25 december 1961) was een Nederlandse verzetsman in de Tweede Wereldoorlog. Hij gaf leiding aan de groep-De Vries.

## Levensloop

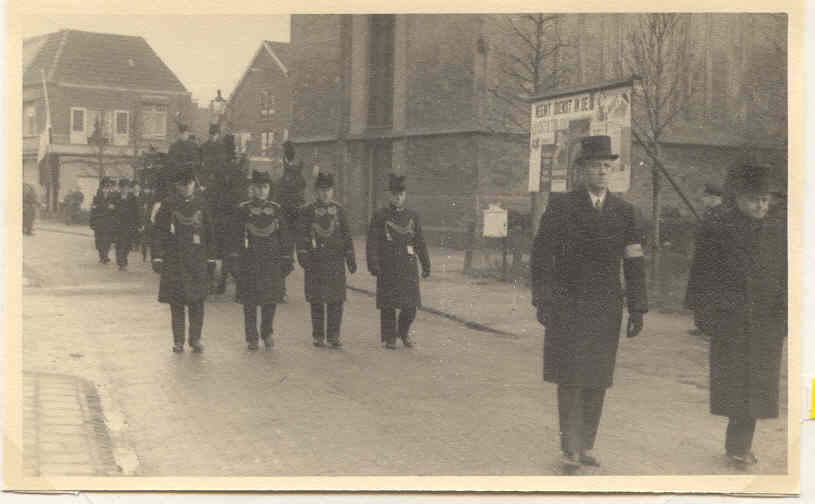
Van Spankeren (links voorop) bij de bijzetting van een aantal omgekomen Edese verzetsstrijders in het Mausoleum. Foto is gemaakt op 8 december 1945

Van Spankeren was onderwijzer aan de Veldhuizenschool aan de Kraatsweg in Ede. Daarnaast was hij lid van de Bijzondere Vrijwillige Landstorm, waar hij behoorde tot de scherpschutters. Hij maakte tot 1940 deel uit van het bestuur van de   Hervormde Bond voor Inwendige Zending.

### Tweede Wereldoorlog
Van Spankeren gaf in de oorlog leiding aan de een "wilde" knokploeg met de naam groep-De Vries, afgeleid van zijn schuilnaam in het verzet. Zij was tot in Gelders-Veenendaal en Barneveld actief. Mogelijk zat de verzetsgroep van Van Spankeren achter de brand in het Edese gemeentehuis in februari 1942, met als doel het bevolkingsregister te vernietigen.
Groep-De Vries onderhield contacten met Trouw en de Landelijke Organisatie voor Hulp aan Onderduikers. In september 1944 kregen alle verzetsorganisaties van prins Bernhard de opdracht om op te gaan in de Binnenlandse Strijdkrachten. In de gemeente Ede gaven de verschillende verzetsgroepen gehoor aan die opdracht en vormden een afdeling onder leiding van Derk Wildeboer en Marten Wiegeraadt. De verzetsgroep van Van Spankeren, bijna de grootste in de regio, was in eerste instantie niet bij de oprichting betrokken. Of Van Spankeren werd genegeerd of zelf afzijdig bleef is volgens auteur Ben Verduijn niet bekend. Cees Haverhoek schrijft dat Van Spankeren alleen wilde toetreden als hij de algehele leiding kreeg. Van Spankeren zou pas zijn medewerking hebben verleend, nadat gedreigd was om hem te gijzelen. Hoe dan ook, Wildeboer bood de mogelijkheid dat hij en zijn groep zich alsnog konden aansluiten, maar dan alleen in een "ondergeschikte" rol. Aldus gebeurde, maar het leidde wel tot grote ergernis bij Van Spankeren.
In de eerste jaren van de oorlog werden illegale landelijke kranten als Trouw en Vrij Nederland ook binnen de gemeente Ede verspreid. Door het uitbreken van de spoorwegstaking werd de verspreiding daarvan op grote schaal steeds lastiger. Na de Slag om Arnhem in september 1944 werd de stroomtoevoer naar de Zuidwest-Veluwe gestopt. Daardoor kon er ook niet meer via de radio naar de Engelse radio worden geluisterd. Van Spankeren begon met zijn groep de krant De eendracht, die tot het einde van de oorlog bijna dagelijks verscheen.
In de nacht van 8 op 9 maart 1945 werden vier leden van de groep van Van Spankeren, samen met vijftien anderen, gearresteerd na afloop van een wapendropping in de buurt van Lunteren. Het ging om Piet de Geest, Derk van Gestel, Rijk Tigelaar en Cornelis Verduijn. Hetzelfde terrein was een week eerder al gebruikt van een dropping. Van Spankeren was er tegen geweest om het terrein opnieuw te gebruiken en had met de Edese verzetsleiding afgesproken dat een aantal leden van zijn groep eerst een aantal nachten het terrein in de gaten zou houden om er zeker van te zijn dat de Duitsers geen extra belangstelling hadden. Op 8 maart 1945 besloot Derk Wildeboer, onder druk gezet door geheim agent François Beckers en andere stafleden, dat de dropping toch door moest gaan. Van Spankeren was zelf niet bereikbaar. De overige leden van zijn groep weigerden mee te werken. De Geest, Van Gestel, Tigelaar en Verduijn waren al op het terrein aanwezig, omdat ze daar de boel in de gaten hielden. Zij waren niet blij met het doorgaan, maar werkten wel mee aan de dropping.
Via De Wormshoef, het regionale hoofdkwartier van de Sicherheitsdienst in Lunteren, werden zij afgevoerd naar Kamp Amersfoort. Op 14 maart 1945 was in Amersfoort de "foute" politieman Diederik Lutke Schipholt door het verzet doodgeschoten. Als vergeldingsmaatregel werd De Geest en Van Gestel, samen met acht van de andere arrestanten, gefusilleerd. Op dezelfde dag werden ook in Loosdrecht tien mannen geëxecuteerd, waaronder Tigelaar en Verduijn, als represaillemaatregel voor een aanslag op een Duitse onderofficier.
De Sicherheitsdienst kreeg Van Spankeren door de verhoren wel in het vizier. Eind maart vond er een inval plaats bij hem thuis aan de Otterloseweg 63, maar zonder resultaat.

### Na de oorlog
Na de oorlog werd Van Spankeren directeur van het gemeentelijke bureau voor huisvesting in Ede. Hij sloot zich aan bij de nieuw gevormde Partij van de Arbeid. Daarmee was hij een van de weinige Gereformeerde Bonders die zich aansloot bij deze doorbraakpartij.
Van Spankeren was voorzitter van de plaatselijke VVV. Onder zijn leiding groeide de Heideweek, de wekelijkse feestweek aan het einde van augustus in Ede, snel uit tot een "groot spektakel". Hij was tevens tot 1960 secretaris van het Comité Heldenmonument, de toenmalige naam voor het Mausoleum in Ede.
Onder het pseudoniem Frank Vrijland publiceerde hij in 1948 het boek De laatste loodjes over zijn ervaringen in de laatste oorlogsmaanden.

## Persoonlijk
Van Spankeren was getrouwd. Hij was lid van de Nederlandse Hervormde Kerk.